# Selo (Čabar)
Selo je naselje u Hrvatskoj u sastavu Grada Čabra. Nalazi se u Primorsko-goranskoj županiji. 

## Zemljopis
Sjeverno su Ferbežari, Srednja Draga i Makov Hrib, sjeverozapadno su Crni Lazi i Ravnice, sjeverno-sjeveroistočno je Prhutova Draga, sjeveroistočno su Gornji Žagari, Vrhovci, Tršće i Lazi, istočno su Kraljev Vrh i Okrivje, jugoistočno su Kamenski Hrib, Požarnica, Prhci i Smrečje, južno-jugoistočno su Pršleti, južno su Sokoli.

## Stanovništvo
| broj stanovnika | 98    | 98    | 100   | 98    | 118   | 107   | 99    | 100   | 75    | 90    | 103   | 103   | 94    | 74    | 54    | 41    | 37    |
|                 | 1857. | 1869. | 1880. | 1890. | 1900. | 1910. | 1921. | 1931. | 1948. | 1953. | 1961. | 1971. | 1981. | 1991. | 2001. | 2011. | 2021. |